# Apácatorna
Apácatorna ist eine ungarische Gemeinde im Kreis Devecser im Komitat Veszprém.

## Geografische Lage
Apácatorna liegt gut zehn Kilometer westlich der Kreisstadt Devecser, an dem Fluss Torna. Nachbargemeinden sind Tüskevár, Karakószörcsök und Veszprémgalsa. Nordöstlich in sechs Kilometer Entfernung liegt das Landschafts- und Naturschutzgebiet Somló (Somló Tájvédelmi Körzet).

## Geschichte
Im Jahr 1913 gab es in der damaligen Kleingemeinde 83 Häuser und 468 Einwohner auf einer Fläche von 1436 Katastraljochen. Sie gehörte zu dieser Zeit zum Bezirk Devecser im Komitat Veszprém.

## Sehenswürdigkeiten
- Marienstatue (Szűzanya-szobor)
- Nepomuki-Szent-János-Statue (Nepomuki Szent János-szobor)
- Römisch-katholische Kirche Urunk mennybemenetele, erbaut 1941–1942
- Weltkriegsdenkmal (I. és II. világháborús emlékmű)

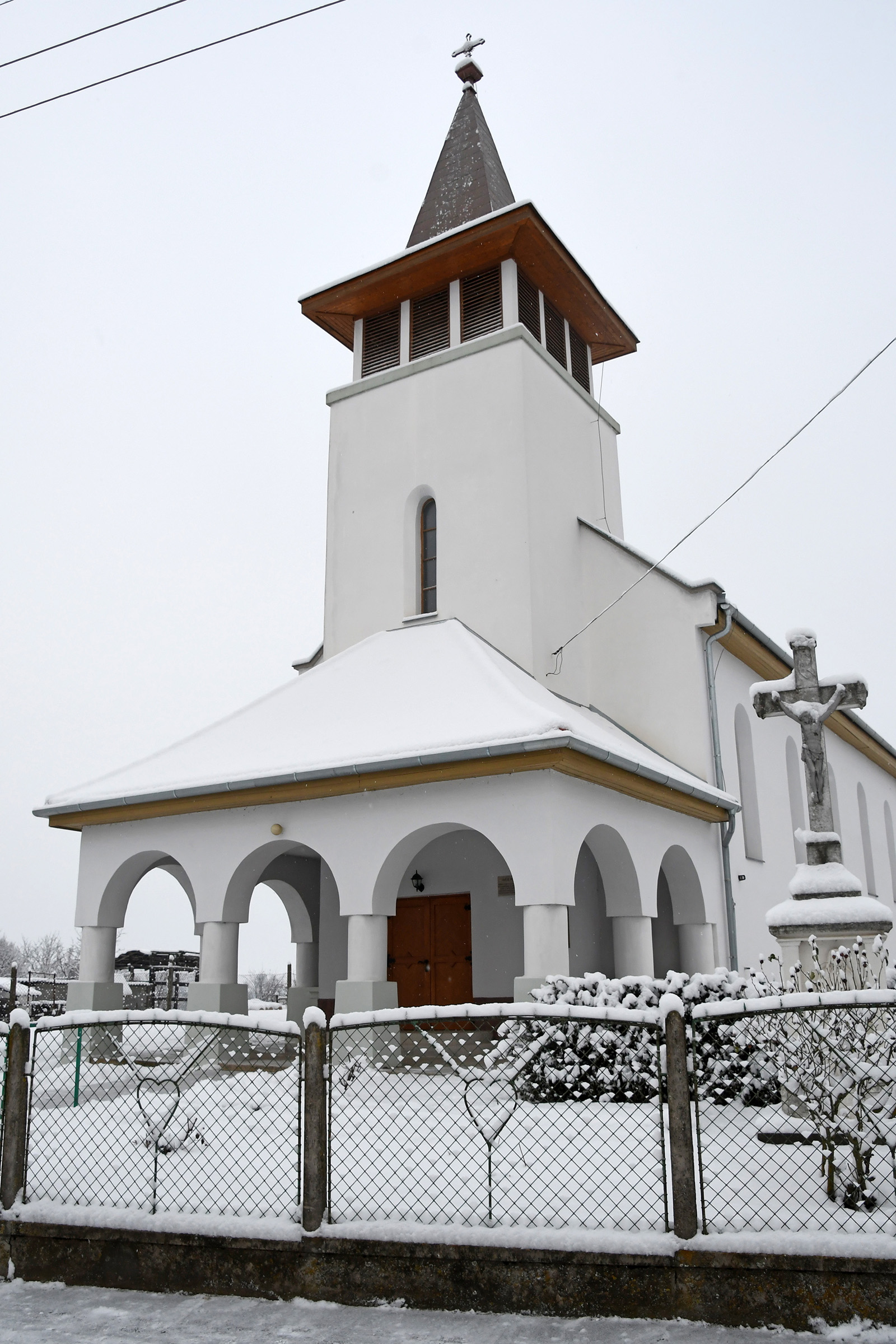
Römisch-katholische Kirche Urunk mennybemenetele
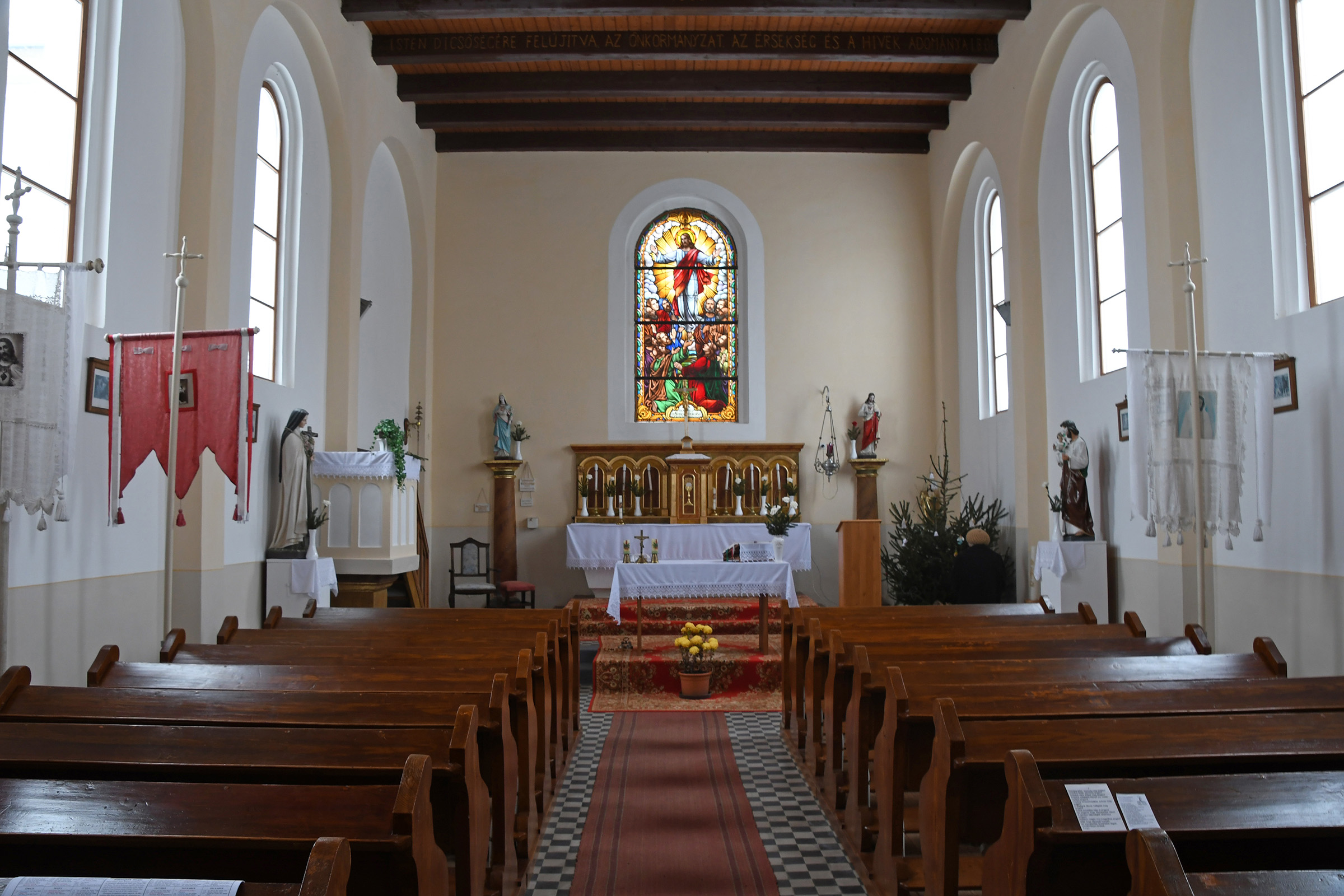
Innenraum der Kirche
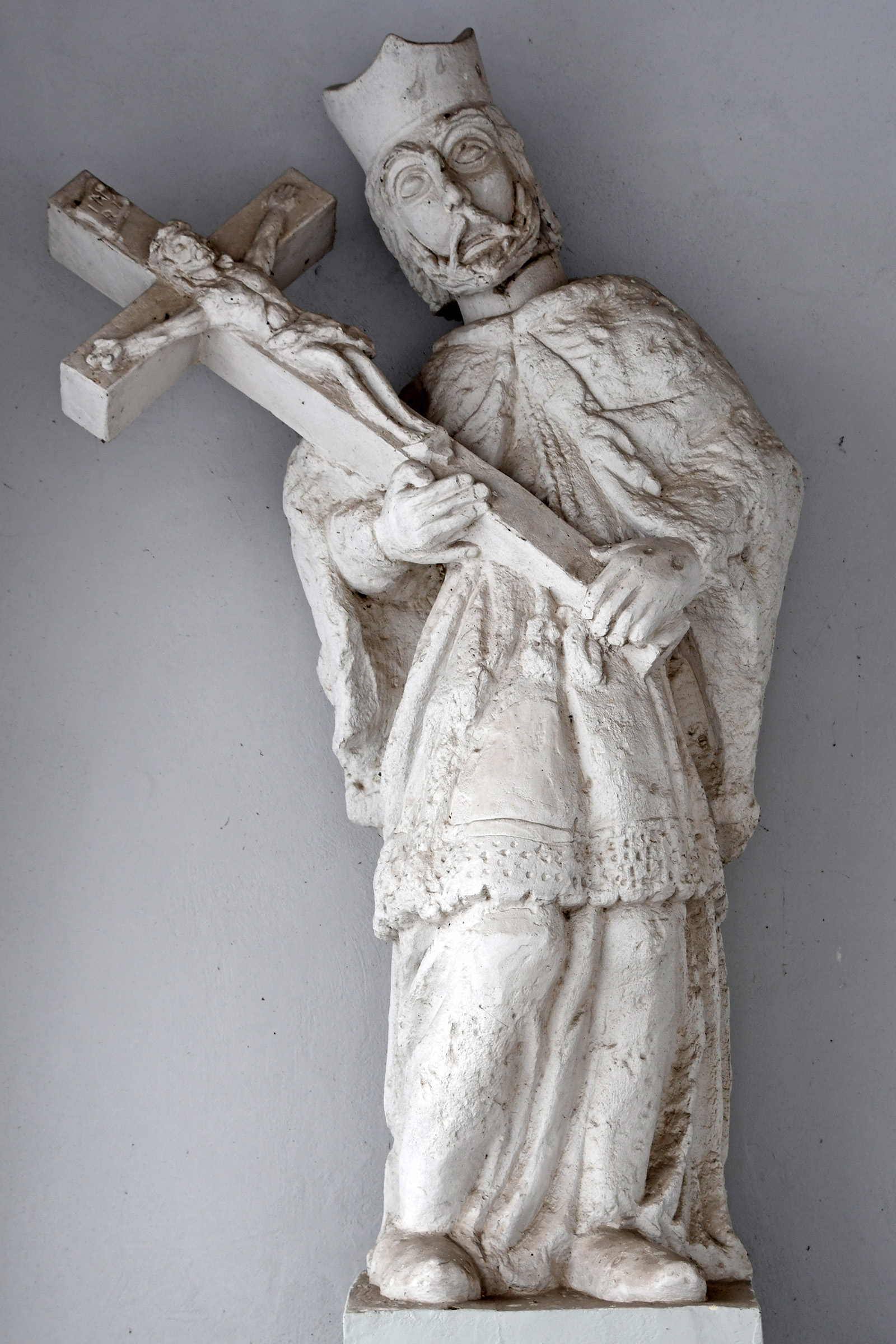
Nepomuki-Szent-János-Statue

## Verkehr
In Apácatorna treffen die Landstraßen Nr. 7326 und Nr. 8414 aufeinander, am nördlichen Ortsrand verläuft die Hauptstraße Nr. 8. Der nächstgelegene Bahnhof befindet sich zwei Kilometer nördlich in Karakószörcsök.